# Mike Morrice
Michael Morrice, né le 22 juillet 1984 est un homme politique canadien.
Il est député à la Chambre des communes de la circonscription de Kitchener-Centre de 2021 à 2025. Membre du Parti vert du Canada, Morrice est le premier député de ce parti à être élu en Ontario et le deuxième élu à l'extérieur de la Colombie-Britannique.

## Biographie
Michael Morrice grandit dans l'ouest de l'île de Montréal jusqu'en 1997, date à laquelle sa famille déménage à Newmarket, en Ontario. En 2003, il s'inscrit à l'Université Wilfrid-Laurier où il obtient un double diplôme en électronique commerciale et informatique,. Après ses études universitaires, il se concentre sur les entreprises vertes et l'économie durable, fondant deux entreprises : Sustainable Waterloo Region en 2008, puis Green Economy Canada en 2013.

## Politique

### Avant 2021
Michael Morrice est choisi comme candidat du Parti vert aux élections fédérales de 2019 dans la circonscription de Kitchener-Centre. Il perd contre le député libéral sortant Raj Saini, mais augmente la part des votes du Parti vert de 3 % à 26 %. Il révèle plus tard qu'il a reçu un diagnostic de cancer lors de sa campagne de 2019,.

### Élections fédérales canadiennes de 2021
Alors qu'il travaille en tant qu'entrepreneur social en résidence à l'Université Wilfrid-Laurier, Morrice prend congé de son poste pour se présenter aux élections fédérales de 2021, se présentant à nouveau contre Saini, qui fait ensuite face à plusieurs chefs d'accusation de harcèlement sexuel de la part d'employés. Saini met fin à sa campagne, bien qu'il reste sur le bulletin de vote parce que c'est après la date limite de nomination des candidats. D'éminents libéraux de la région apportent leur soutien à Morrice. Le jour des résultats, Morrice entre au Parlement avec 34 % des voix,.  
En 2022, il exclut sa candidature à la course à la direction du parti, qui vise à remplacer Annamie Paul, afin de se concentrer sur la représentation de ses électeurs.
Lors des élections de 2025, il est défait par le candidat conservateur Kelly DeRidder.

## Résultats électoraux